# Yangxu (köpinghuvudort i Kina, Jiangxi Sheng, lat 28,37, long 115,16)
Yangxu är en köpinghuvudort i Kina. Den ligger i provinsen Jiangxi, i den sydöstra delen av landet, omkring 79 kilometer sydväst om provinshuvudstaden Nanchang. Antalet invånare är 39 611. Befolkningen består av 18 524 kvinnor och 21 087 män. Barn under 15 år utgör 21,0 %, vuxna 15-64 år 70 %, och äldre över 65 år 8,0 %.
Runt Yangxu är det tätbefolkat, med 331 invånare per kvadratkilometer. Närmaste större samhälle är Shinao, 13,1 km öster om Yangxu. Trakten runt Yangxu består till största delen av jordbruksmark.
Genomsnittlig årsnederbörd är 2 092 millimeter. Den regnigaste månaden är maj, med i genomsnitt 337 mm nederbörd, och den torraste är oktober, med 32 mm nederbörd.